# چاینا شنهوا
چاینا شنهوا (به چینی: 中国神华能源公司) شرکت استخراج معادن چینی است، که در زمینه تولید و فروش زغال سنگ و کک فعالیت می‌کند. این شرکت همچنین با در اختیار داشتن ۱۳ نیروگاه برق در سراسر چین، به تولید برق نیز اشتغال دارد.
شرکت چاینا شنهوا در سال ۱۹۹۵ به‌عنوان شرکت تابعه گروه شنهوا راه‌اندازی شد و در حال حاضر بزرگترین شرکت استخراج معدن زغال سنگ در جهان می‌باشد.
دفتر مرکزی این شرکت در شهر پکن قرار دارد و بخشی از سهام آن در بازارهای بورس اوراق بهادار هنگ کنگ و بورس شانگهای معامله می‌شود.